# Grammatobothus polyophthalmus
Grammatobothus polyophthalmus is een straalvinnige vissensoort uit de familie van de botachtigen (Bothidae). De wetenschappelijke naam van de soort is voor het eerst geldig gepubliceerd in 1865 door Bleeker.